# ویویان جوزف
ویویان جوزف (انگلیسی: Vivian Joseph؛ زادهٔ ۷ مارس ۱۹۴۸) اسکیت‌باز نمایشی اهل ایالات متحده آمریکا است.